# Fernando Martins Mascarenhas Lencastre
Fernando Martins Mascarenhas Lencastre (ou de Lencastro) ou ainda Fernão Martins Mascarenhas foi um administrador colonial português. Fidalgo da Casa Real e Cavaleiro da Ordem de Cristo. Seu tio paterno, D. Pedro Mascarenhas de Lencastre governara a capitania do Rio de Janeiro de 1666 a 1669. Seu outro tio, D. João de Lencastro, foi governador-geral entre os anos 1694-1702.

## História
Segundo a Genealogia de D. Antonio Caetano de Sousa, tomo 11, página 203 e seguintes, era filho de D. Luís Mascarenhas de Lencastre, tido por «fidalgo com pouco talento» e de Dona Brites de Menezes, filha de Damião Dias de Menezes, comendador na Ordem de Cristo, secretário das confirmações do rei, com D. Ana de Castro. Tinha uma irmã, apenas, D. Catarina de Lencastre, recolhida no Mosteiro de Odivelas, onde morreu moça.
Foi governador no Estado da Índia Portuguesa, onde sucedeu em 9 de janeiro de 1691 a D. Miguel de Almeida, até a chegada do Arcebispo primaz D. Agostinho da Anunciação, e ambos governaram o Estado até a chegada do Vice-Rei Conde de Vila Verde D. Pedro Antonio de Noronha em 13 de maio de 1693. Na Índia, casou com D. Maria Manoel de Albuquerque, filha de D. João Manoel de Albuquerque, capitão de Diu, filho natural de D. Jorge Manoel de Albuquerque, sem deixarem geração.
Fernando voltou ao Reino e em 1703 foi mandado governar Pernambuco e depois o Rio de Janeiro.
Escreve a Infanta D. Catarina de Bragança, Regente de Portugal, Rainha da Inglaterra, em 12 e em 14 de junho de 1705 cartas a D. Fernando Mascarenhas, governador da capitania do Rio de Janeiro desde 1 de agosto de 1705, mandando impor ordem no distrito das Minas Gerais.
O governo de D. Álvaro da Silveira e Albuquerque terminara nas capitanias reunidas em 15 de julho de 1705 - mas já se retirara do Rio por fraqueza de saúde, em 1704. Fernão Mascarenhas tomou posse em 1 de agosto de 1705 do governo da capitania do Rio de Janeiro, à qual pertenciam São Paulo e as Minas do Ouro, futuras Minas Gerais. Havia sido nomeado a 14 de maio de 1704, em substituição à Junta de 7 de abril de 1704; e em sucessão ao Governador Álvaro da Silveira e Albuquerque.
Governa até 10 de junho de 1709.  Trouxe patente de capitão-general «ad honorem», e foi sucedido por Antônio de Albuquerque Coelho de Carvalho em 7 de março de 1709.
Tinha experiência no Brasil, pois fora governador e capitão-general de Pernambuco de 5 de março de 1699 a 13 de setembro de 1703, sucedendo a Caetano de Melo e Castro (1693-1699) e onde foi sucedido por Francisco de Castro Morais (1703-1707).
Em 28 de fevereiro de 1707 D. João V de Portugal escreveu-lhe: «Fui informado de que sem embargo das proibições que há que os estrangeiros  vão às Conquistas deste Reino, nem possam residir nelas, têm passado e passam em grande número não somente a residir nas praças maritimas delas, mas ainda nos sertões e principalmente nas Minas do Rio de Janeiro, cuja ambição os desperta mais, de que resulta grande prejuízo a esse Estado pelo perigo que há de,  sendo devassado pelos estrangeiros, se informarão das forças dele, disposições para sua defesa e capacidade dos portos e surgidouros, e das entradas das terras para as Minas, acrescendo também grave inconveniente de e por este modo vêm os estrangeiros a fazer o seu comércio, que é dos naturais deste Reino,  o qual correndo também pelas suas mãos não pode deixar de padecer maiores descaminhos nos direitos devidos a minha Fazenda.»  Nessa época, apenas quatro famílias de ingleses e quatro de  holandeses estavam autorizadas a estabelecerem-se na Bahia, Rio de Janeiro e Pernambuco, excluidas as outras cidades ou residências.
Foi às Minas Gerais estremecidas pela guerra dos emboabas contra os paulistas em julho de 1708, substituindo-o no Rio de Janeiro o mesmo anterior triunvirato composto pelo Bispo D. Francisco de São Jerônimo e os mestres-de-campo Martim Correia Vasques e Gregório de Castro Morais, mestre -de-campo que morreria na defesa da cidade contra Jean-François Duclerc e que era irmão do futuro governador Francisco de Castro Morais.
Chegando ao rio das Mortes, alguns Paulistas e portugueses que não entraram na discórdia comum  ofereceram braços e préstimos. Com a presença de D. Fernando, os sediciosos espalharam vozes de que se dispunha a castigá-los e nesta inteligência, Manuel Nunes Viana, que nas perturbações se conduzira em pacificar os povos, socorrê-los com seus cabedais, e os dirigir com prudência,  dispôs-se a medir armas com as do Governo, e a este fim pôde aprontar grande tropa de homens a cavalo, recrutados à força e com pena de morte nos distritos de Ouro Preto.  Encontraram-se Nunes Viana e D Fernando no arraial de Congonhas do Campo, a oito léguas de Ouro Preto, e no ato de se avistarem deram a uma voz os conspiradores vivas ao seu general : Viva o nosso General Manuel Nunes Viana e morra D. Fernando se não quiser voltar para o Rio de Janeiro.
Diz-se que Nunes Viana não influira, e «que à sombra da noite procurara D. Fernando, certificando-o de lhe entregar o governo, do que finalmente lhe requerera um atestado. Como quer que fosse, o certo é que assustou-se o Governador com a  inesperada saudação dos rebeldes e pedindo-lhes oito dias para se retirar, o que concederam, sem demora se retirou para São Paulo onde, enquanto pretendia se reforçar com paulistas, chamava tropas do Rio e da Bahia para vir atacar os rebeldes. Dizem que, atemorizando-se Nunes Viana com as consequências, enviou a Lisboa frei Menezes com o quinto arrecadado, isto é, uma arroba e sete marcos de ouro, ou seja, 16 quilos e 693 gramas, para abrandar D João V. Ora, quase o quádruplo fora arrecadado no ano anterior... «O Governador tratava de ajuntar povo para darem aos sediciosos quando chegou-lhe notícia de estar seu sucessor Antônio de Albuquerque Coelho no Rio, o que tolheu o efeito de seus projetos.»
Assim, pode-se dizer que em  parte de seu governo, houve o governo «de facto» nas Minas do célebre Manuel Nunes Viana, chefe dos Emboabas vencedores dos Paulistas no rio das Mortes e que o haviam aclamado capitão-regente, expulsando o governador.